# Jacopo de' Barbari

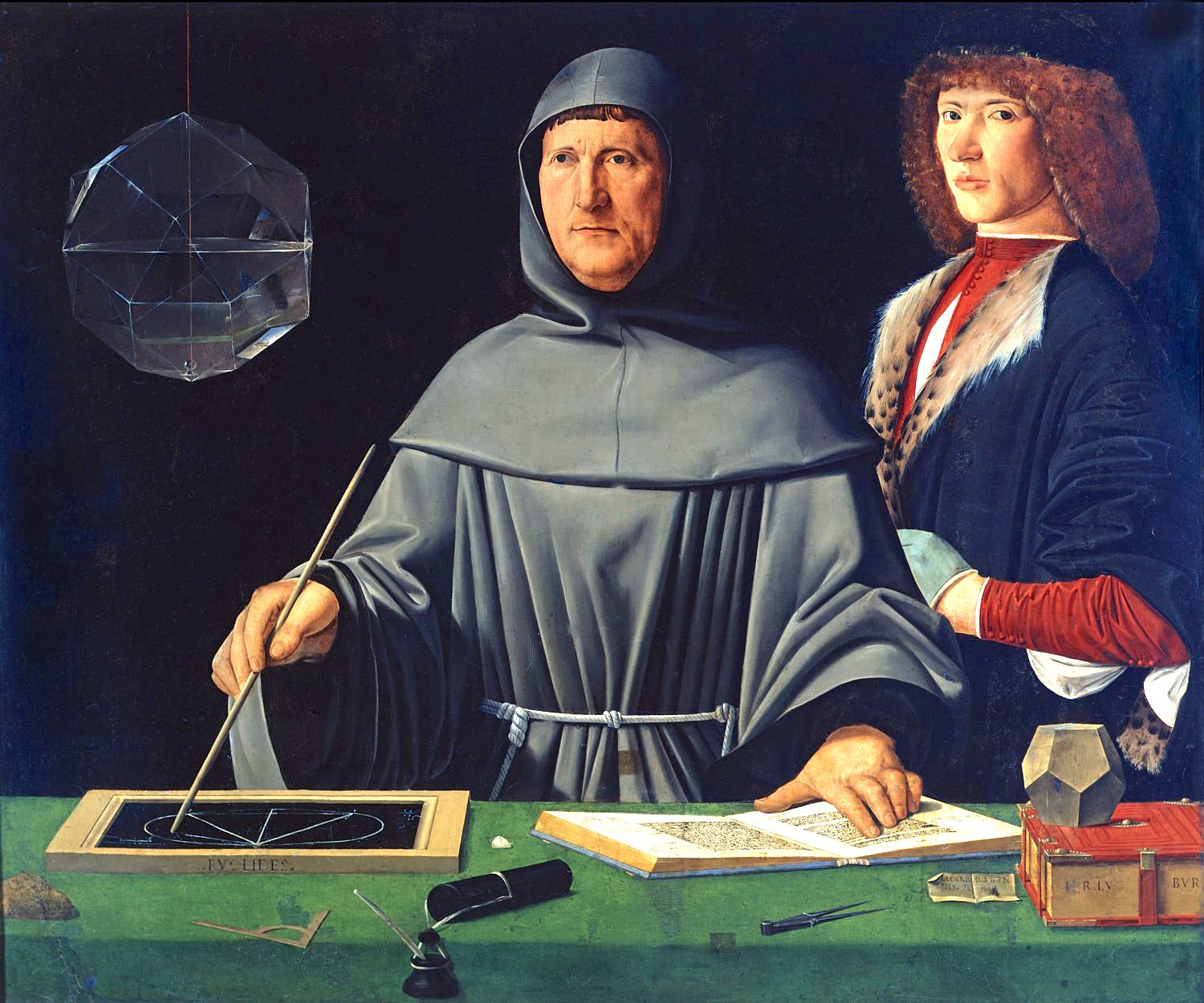
O Retrato de Fra Luca Pacioli e seu Aluno, 1495

Jacopo de' Barbari (1440 – 1516) foi um pintor italiano e desenhista com um estilo bem individual. Ele se mudou de Veneza para a Alemanha em 1500, tornando-se o primeiro pintor italiano a ganhar notoriedade no norte da Europa. Suas poucas obras ainda existentes incluem os primeiros exemplos do uso de trompe-l'oeil desde a Antiguidade.
É provável que Alvise Vivarini tenha sido um de seus mestres. Trabalhou na Alemanha para o imperador Maximiliano I em Nuremberg por um ano. Mais tarde voltou para a Itália, mais precisamente para Veneza.
Sua primeira obra documentada é um impressionante mapa em xilogravura de madeira de Veneza. O trabalho todo levou três anos. Foi necessária a ajuda de vários pesquisadores e atualizações do mapa foram feitas posteriormente. Além disso, ele produziu mais duas xilogravuras que estabeleceram  a tradição italiana de xilogravuras grandes e elaboradas. Elas foram certamente uma grande influência para Andrea Mantegna.
Quando o mapa de Veneza foi publicado, de' Barberi já tinha partido para Alemanha, onde encontrou Albrecht Dürer, que ficou fascinado por seu trabalho. De' Barberi passou um ano em Nuremberg, onde teve ainda mais contato com Dürer. Seu estilo é relacionado a seu mestre, Alvise Vivarini e Giovanni Bellini.
Entre as suas pinturas, a mais famosa é, sem dúvida, O Retrato de Fra Luca Pacioli e seu aluno. A pintura mostra o matemático demonstrando a perspectiva sobre uma mesa onde pode-se ver sua própria Summa e uma obra de Euclides. O seu aluno ignora a aula e olha fixamente para nós.